# Spike (střela)

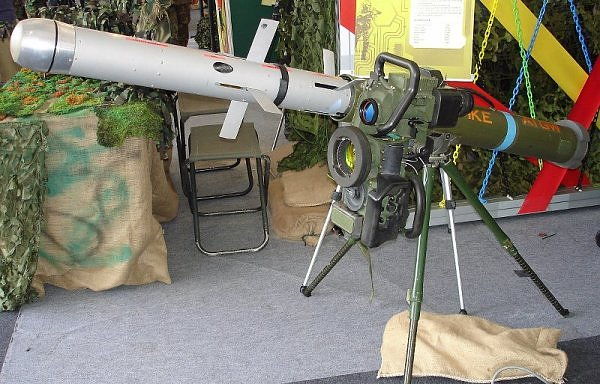
Protitanková řízená střela Spike-LR na trojnožce

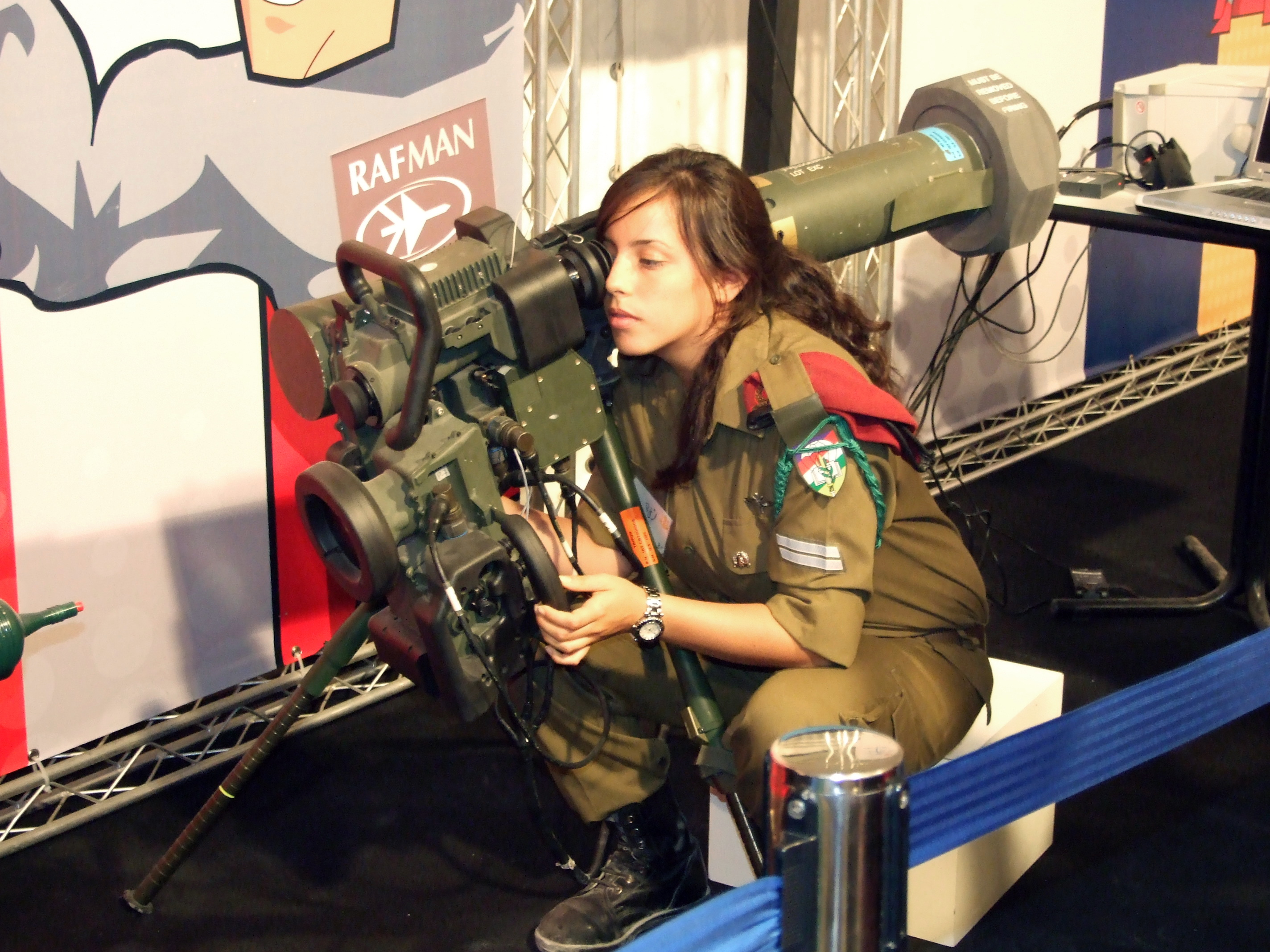
Příslušnice izraelské armády se střelou Spike-LR

Spike (hebrejsky ספייק) je přenosná protitanková řízená střela čtvrté generace typu fire-and-forget s dvoustupňovým hnacím motorem a kumulativní bojovou hlavicí (HEAT) vyvinutá a vyráběná izraelskou zbrojovkou Rafael Advanced Defense Systems. Existuje několik různých typů této střely, z nichž některé mohou být zastavěny do různých zbraňových systémů. Je zařazena do výzbroje řady států, včetně České republiky, kde je využívají obrněné transportéry Pandur II.

## Varianty
Existuje několik variant střely Spike v závislosti na jejích charakterových vlastnostech. Jde o následující:
- Spike-SR – Verze s krátkým dosahem (minimální vzdálenost je 200 metrů a maximální 800 metrů) určená pro pěchotu.
- Spike-MR – Verze se středním dosahem (minimální dosah je 200 metrů a maximální 2500 metrů) určená pro pěchotu a speciální jednotky. Váha jedné střely je 14 kilogramů.[2]
- Spike-LR – Verze s dlouhým dosahem (maximální dosah je 4000 metrů) určená pro pěchotu a lehká bojová vozidla. Váha jedné střely je 14 kilogramů. Po odpálení je s odpalovacím zařízením spojena optickým kabelem. Uváděná penetrační schopnost pancířem je více než 700 milimetrů.[3]
- Spike-ER – Verze s prodlouženým či extra dlouhým dosahem (maximální dosah je 8000 metrů), známá dříve též jako NT-Dandy či NT-D. Oproti ostatním verzím má širší průměr, větší hmotnost a je obvykle instalována do zbraňových systémů lehkých bojových vozidel či helikoptér. Váha střely je 34 kilogramů a její nosiče váží 30 kilogramů u vozidel a 55 kilogramů u letounů. Uváděná penetrační schopnost až 980 milimetrů.[4]
- Spike NLOS – Verze s ultra dlouhým dosahem (maximální dosah je 25 kilometrů) pro nepřímou střelbu. Kódový název je Tamuz (hebrejsky תמוז‎) podle jednoho z měsíců židovského kalendáře. Váha střely je 70 kilogramů a může být umístěna na vrtulníky.
- Mini-Spike – Verze představena v roce 2009 jako zatím poslední člen rodiny střel Spike. Jde o typ APGW (anti-personnel guided weapon).[5]